# 菲利普·策勒
菲利普·策勒（德語：Philipp Zeller，1983年3月23日—），德国男子曲棍球运动员。他曾代表德国参加2008年和2012年夏季奥林匹克运动会曲棍球比赛，获得二枚金牌。

## 家庭
弟弟克里斯托弗·策勒。